# Амандін Буржуа
Аманді́н Буржуа́ (фр. Amandine Bourgeois; нар. 12 червня 1979 року, Ангулем, Франція) — французька співачка. Представляла Францію на Євробаченні 2013 з піснею «L'enfer et moi» (23-те місце у фіналі).